# ブロベルゲン

紋章

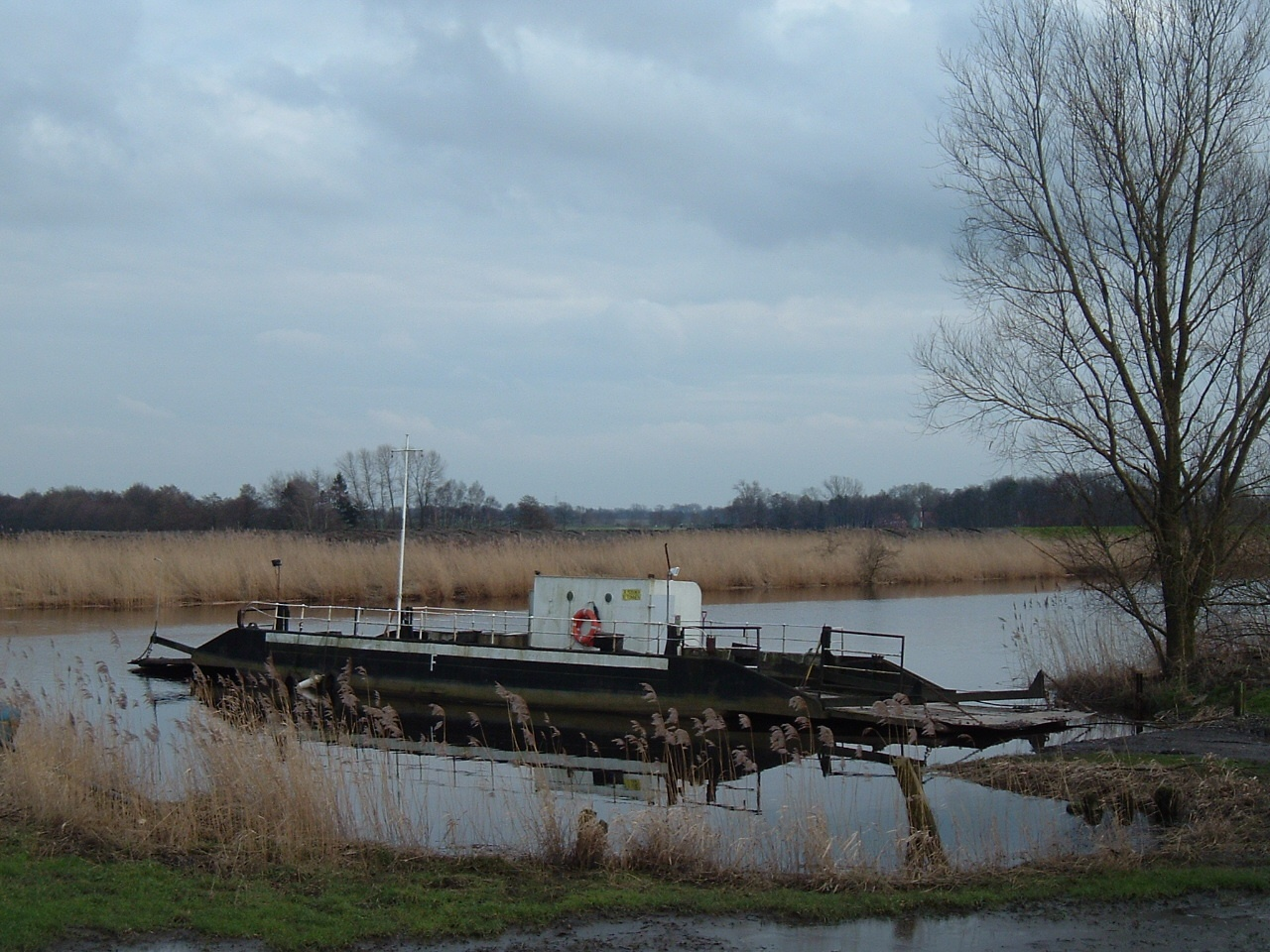
フェリー

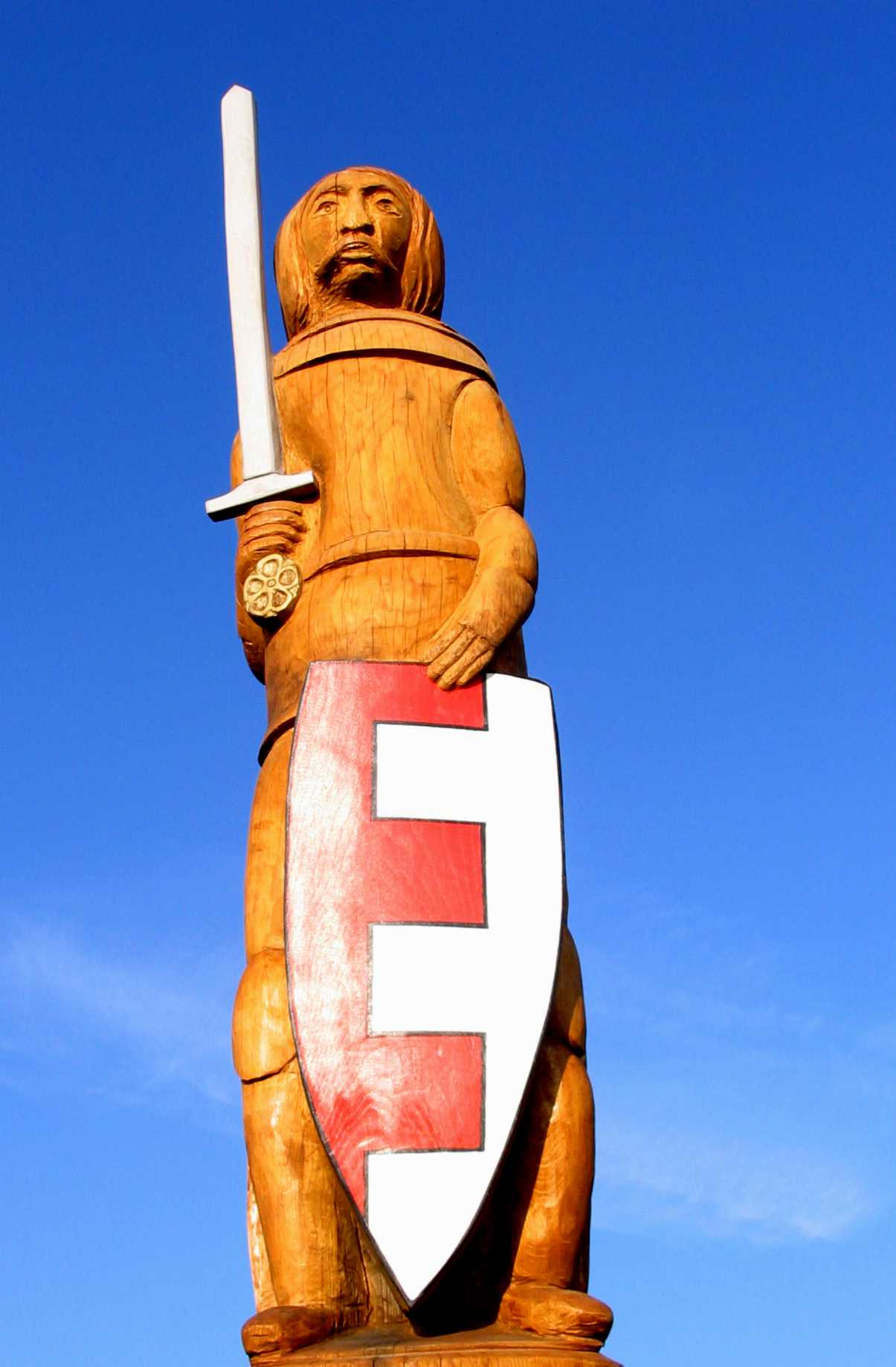
ローラン

ブロベルゲン (ドイツ語：Brobergen。低ザクセン語：Brobargen)は、ニーダーザクセン州のシュターデ郡クラーネンブルク町に属す集落。オーステ川に面する。
人口215人（2008年4月1日）、面積6.06 km²。